# 巴特肯区
巴特肯区是吉尔吉斯斯坦西南州份巴特肯州的一个区。该区面积为5,948平方（2,297平方英里），2009年人口为69,591人。 州府设于巴特肯。